# Ерошок, Зоя Валентиновна
Зоя Валентиновна Ерошок (1 декабря 1953, Темрюк — 21 ноября 2018, Москва) — советская и российская журналистка, соосновательница «Новой газеты».

## Биография
Окончила факультет журналистики МГУ. После этого шесть лет работала в краевой молодёжной газете «Комсомолец Кубани», ещё десять лет — в «Комсомольской правде». В 1993 году Зоя Ерошок была в числе журналистов, которые начали выпускать «Новую ежедневную газету», позднее переименованную в «Новую газету», в газете работала до конца жизни.
Усилиями Ерошок был издан дневник узницы ГУЛАГа, который она получила от живущей в Сибири женщины, чья мать вынесла его из лагеря в 1946 году.
Преподавала журналистское мастерство в Международном университете, а также в Институте журналистики и литературного творчества в Москве.
Скончалась 21 ноября 2018 года в Москве после тяжёлой продолжительной болезни. Похоронена на Троекуровском кладбище.

## Награды и звания
- В 1997 году Зоя Ерошок была удостоена премии Союза журналистов «Золотое перо России».
- В 2001 и 2008 годах становилась лауреатом премии имени Артёма Боровика «Честь. Мужество. Мастерство».